# Кавати, Масацугу
Масацугу Кавати (яп. 川内 将嗣; род. 25 ноября 1985, Касима, Сага) — японский боксёр, представитель первой полусредней весовой категории. Выступал за национальную сборную Японии по боксу в 2007—2016 годах, бронзовый призёр чемпионата мира, обладатель бронзовых медалей Азиатских игр и чемпионата Азии, участник летних Олимпийских игр в Пекине.

## Биография
Масацугу Кавати родился 25 ноября 1985 года в городе Касима префектуры Сага, Япония.
Занимался боксом одновременно со службой в Силах самообороны Японии.
Первого серьёзного успеха на взрослом международном уровне добился в сезоне 2007 года, когда вошёл в основной состав японской национальной сборной и побывал на чемпионате мира в Чикаго, откуда привёз награду бронзового достоинства, выигранную в зачёте первой полусредней весовой категории — в стартовом поединке турнира сенсационно взял верх над олимпийским чемпионом из Таиланда Манусом Бунчамнонгом, после чего выиграл ещё у троих соперников и лишь на стадии полуфиналов был остановлен казахом Сериком Сапиевым. Также в этом сезоне стал чемпионом Японии в первом полусреднем весе, выступил на Кубке короля в Бангкоке, где в четвертьфинале уступил тайцу Пичаю Сайотхе.
В 2008 году получил бронзу на Кубке короля в Бангкоке, боксировал на Кубке президента АИБА в Тайбэе и на Кубке мира в Москве, проиграв в четвертьфинале французу Алексису Вастину. Благодаря удачному выступлению на чемпионате мира удостоился права защищать честь страны на летних Олимпийских играх в Пекине — уже в первом бою категории до 64 кг вновь встретился с Манусом Бунчамнонгом и на сей раз потерпел от него поражение со счётом 1:8.
После пекинской Олимпиады Кавати остался в составе боксёрской команды Японии и продолжил принимать участие в крупнейших международных турнирах. Так, в 2009 году он вновь был лучшим в зачёте японского национального первенства, завоевал бронзовые медали на Кубке президента АИБА в Баку и на чемпионате Азии в Чжухе. При этом на чемпионате мира в Милане попасть в число призёров не смог, выбыл из борьбы за медали уже на раннем этапе турнира, проиграв литовцу Эгидиусу Каваляускасу.
В 2010 году дошёл до четвертьфиналов на Открытом чемпионате Китая в Гуйяне и на Кубке президента в Астане, отметился выступлением на Азиатских играх в Гуанчжоу, где уже в 1/16 финала его победил представитель Пакистана Амир Хан.
В 2011 году одержал победу на чемпионате Японии, взял бронзу на Кубке президента в Джакарте, боксировал на мировом первенстве в Баку, уступив в 1/16 финала казаху Данияру Елеусинову.
Пытался пройти отбор на Олимпийские игры 2012 года в Лондоне, однако на Азиатском олимпийском квалификационном турнире в Астане сумел дойти лишь до четвертьфинала, потерпев досрочное поражение от представителя Узбекистана Уктамжона Рахмонова.
В 2014 году выиграл бронзовую медаль на Азиатских играх в Инчхоне.
В 2015 году в очередной раз стал чемпионом Японии в первой полусредней весовой категории, дошёл до четвертьфиналов на Кубке президента в Палембанге и на азиатском первенстве в Бангкоке.
На Всемирной олимпийской квалификации 2016 года в Баку уже 1/32 финала был остановлен киргизом Эрмеком Сакеновым и на том завершил спортивную карьеру.